# Xylotype capax
Xylotype capax là một loài bướm đêm trong họ Noctuidae.